# Metaphycus neseri
Metaphycus neseri is een vliesvleugelig insect uit de familie Encyrtidae. De wetenschappelijke naam is voor het eerst geldig gepubliceerd in 1979 door Annecke & Mynhardt.